# 长萼赤瓟
长萼赤瓟（学名：Thladiantha longisepala）为葫芦科赤瓟属的植物，是中国的特有植物。分布于中国大陆的云南等地，生长于海拔2,400米至3,500米的地区，一般生长在沟边、山坡灌丛、河旁或杂木林中，目前尚未由人工引种栽培。